# Пасынково (Костромская область)
Пасынково — деревня в Шунгенском сельском поселении Костромского района Костромской области России.

## История
По архивным источникам деревня Пасынково известна с XVI века.
Из наиболее знаменитых её владельцев — семья костромского вице-губернатора Пасынкова.

## Население
| 2008 | 2010 | 2014 |
| ---- | ---- | ---- |
| 39   | ↘22  | ↗36  |